# Bernhard Schulkowski
Bernhard Schulkowski, född 9 oktober 1951, är en tysk bågskytt. Han deltog vid olympiska sommarspelen 1988.